# Оптимизм (альбом)
«Оптимизм» (укр. Оптимізм) — другий офіційний альбом гурту «Гражданская оборона». Фактично є другою частиною альбому «Поганая молодёжь», позаяк записаний водночас і зі схожими умовами. Перевиданий поряд з іншими альбомами у 2006 році лейблом «Мистерия звука».

## Список композицій
| #   | Назва                             | Автор                         | Тривалість |
| --- | --------------------------------- | ----------------------------- | ---------- |
| 1.  | «Я бесполезен»                    | Єгор Лєтов, Костянтин Рябінов | 3:14       |
| 2.  | «Я блюю на ваши дела»             | Єгор Лєтов, Костянтин Рябінов | 2:11       |
| 3.  | «На наших глазах»                 | Єгор Лєтов                    | 3:05       |
| 4.  | «Кленовый Лист»                   | Єгор Лєтов                    | 2:08       |
| 5.  | «Эй, бабища, блевани!»            | Костянтин Рябінов, Єгор Лєтов | 2:57       |
| 6.  | «Кто ищет смысл»                  | Єгор Лєтов                    | 3:30       |
| 7.  | «Собака»                          | Костянтин Рябінов             | 3:55       |
| 8.  | «Это не я»                        | Костянтин Рябінов, Єгор Лєтов | 2:04       |
| 9.  | «Оптимизм»                        | Єгор Лєтов                    | 2:06       |
| 10. | «Детский доктор сказал: «Ништяк»» | Єгор Лєтов, Костянтин Рябінов | 4:12       |
| 11. | «Не надо (Зоопарк № 2)»           | Єгор Лєтов, Костянтин Рябінов | 0:36       |

| Бонус-треки на перевиданні 2006 року | Бонус-треки на перевиданні 2006 року | Бонус-треки на перевиданні 2006 року | Бонус-треки на перевиданні 2006 року |
| #                                    | Назва                                | Автор                                | Тривалість                           |
| ------------------------------------ | ------------------------------------ | ------------------------------------ | ------------------------------------ |
| 12.                                  | «Не смешно»                          | Єгор Лєтов                           | 2:00                                 |
| 13.                                  | «Старость — не радость»              | Єгор Лєтов, Костянтин Рябінов        | 2:46                                 |
| 14.                                  | «Деревья»                            | Єгор Лєтов                           | 0:37                                 |
| 15.                                  | «Хватит!»                            | Єгор Лєтов                           | 1:21                                 |
| 16.                                  | «Мама бля»                           | Костянтин Рябінов                    | 5:15                                 |
| 17.                                  | «Поганая молодёжь»                   | Єгор Лєтов, Костянтин Рябінов        | 2:27                                 |
| 18.                                  | «33333 (Без назви)»                  | Костянтин Рябінов                    | 1:13                                 |

## Учасники запису
- Єгор Лєтов — вокал, гітари, бас, ударні;
- Кузя УО — бас, гітари, вокал;
- Валерій Рожков — флейта (9);
- Олег «Манагер» Судаков — підспівування (17).

## Інформація з буклета
Записано в Гроб-студії 12—22 січня 1988 року, крім наступних композицій:
- «На наших глазах» записана в липні 1985 року в ДК «Звёздный» і в січні 1988 року в ГрОб-студії.
- «Оптимизм» записана в серпні 1986 у Євгена «Джеффа» Філатова.
- «Не надо» й «Мама бля» записані у липні 1985 року в ДК «Звёздный».
- «Без названия» записана в 1985 році.

Реставровано 4—7 липня 2005 року Єгором Лєтовим та Наталею Чумаковою.
- Мастеринґ — Наталія Чумакова.
- Оформлення — Єгор Лєтов.